# Radio télévision guinéenne
Pour les articles homonymes, voir RTG.
La Radio télévision guinéenne (RTG) est un média de service public de production et diffusion de programmes diffusés à la radio et à la télévision en Guinée basée à Conakry. La RTG comprend deux radios et deux chaînes de télévision : RTG Koloma et RTG Boulbinet.

## Liste des directeurs
| N° | Nom et prénoms | Debut             | Fin          |
| -- | -------------- | ----------------- | ------------ |
| 01 | Fana Soumah    | 10 novemebre 2021 | 13 mars 2024 |
| 02 | Makémé Bamba   | 26 avril 2024     | En cours     |

## Personnalité liées
- Abdoulaye Koulibaly
- Fana Soumah
- François Ifono
- Kadiatou Kaba
- Jean Baptiste Williams
- Mafèring Camara